# Portrait d'Henri Goetz
 (juillet 2025).
Pour plus de détails, voir Fiche technique et Distribution.
Portrait d'Henri Goetz est un court métrage et documentaire français d'Alain Resnais.

## Synopsis
Portrait du graveur Henri Goetz.

## Fiche technique
- Tourné en : France